# Aisling Bea

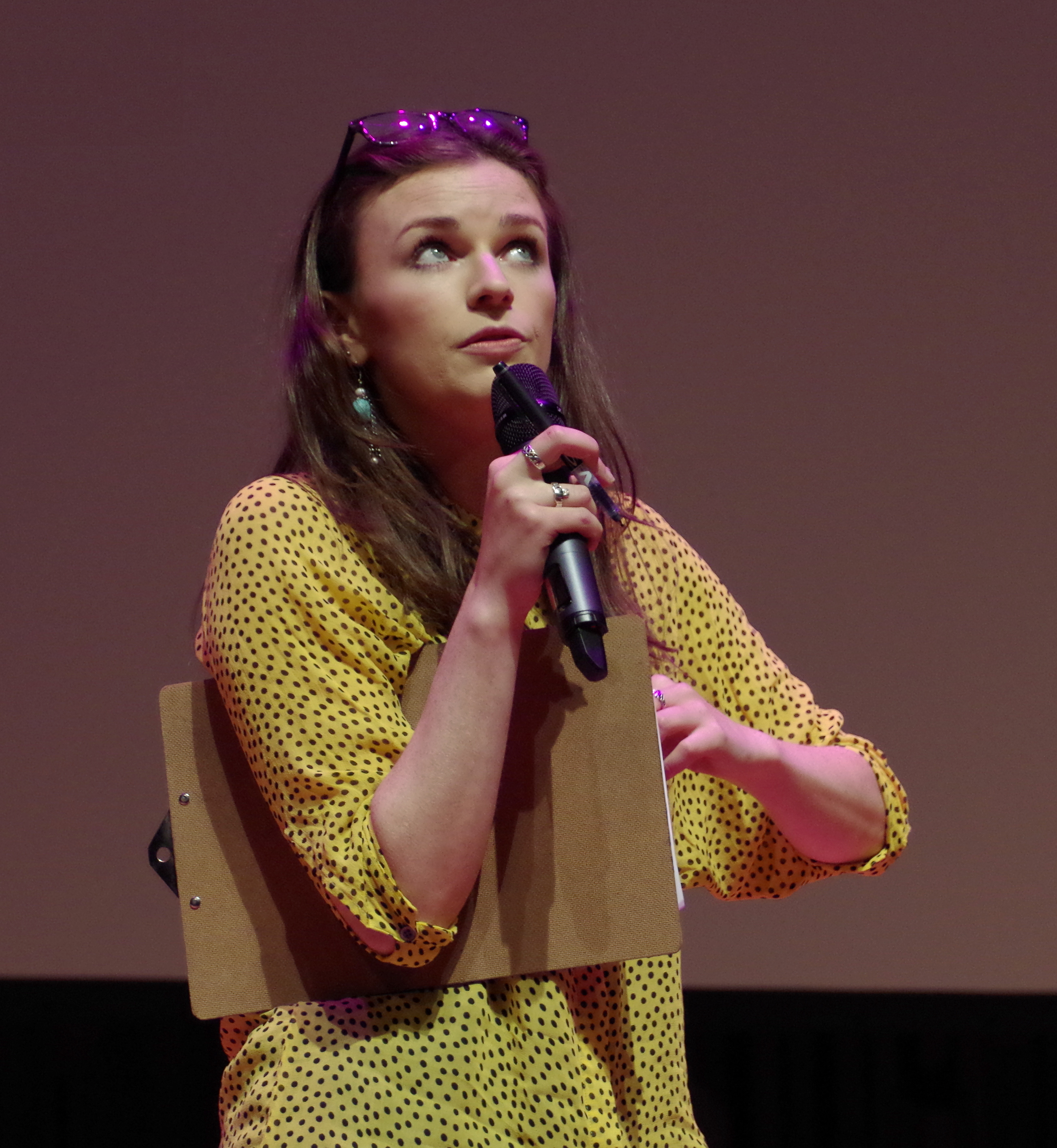
Aisling Bea (2014)

Aisling Bea ('æʃlɪŋ 'bi:) (bürgerlich Aisling Clíodhnadh (ˈkli:nɑ:) O’Sullivan; * 16. März 1984 in Kildare) ist eine irische Schauspielerin, Bühnenautorin und Komikerin.

## Leben
Um Verwechslungen mit der gleichnamigen irischen Schauspielerin Aisling O’Sullivan zu vermeiden und als Hommage an ihren Vater Brian, wählte sie den Künstlernamen Aisling Bea.
Bea studierte Französisch und Philosophie am Trinity College Dublin, an dem sie 2006 ihren Abschluss machte. Anschließend absolvierte sie an der London Academy of Music and Dramatic Art ihre künstlerische Ausbildung.
Im Jahre 2009 hatte sie ihr erstes Engagement in drei Episoden der Fernsehserie Fair City und wirkte seither in einer Vielzahl von Fernsehserien mit, darunter Come Fly with Me (2010), Lewis – Der Oxford Krimi (2011), The Fall – Tod in Belfast (2016) und Hard Sun (2018). 2017 nahm sie an der fünften Staffel der britischen Unterhaltungssendung Taskmaster teil.
Bea lebt in London. Im August 2024 bekam sie mit dem Musikproduzenten und Komponisten Jack Freeman ihr erstes Kind.

## Auszeichnungen
2012 gewann Bea das jährlich im Rahmen des Edinburgh Festival Fringe ausgetragene Finale des Stand-up-Comedy-Wettbewerbs So You Think You're Funny?. 2014 erhielt sie den British Comedy Award als beste Fernsehkomikerin des Jahres.